# Армянский рубль
Армянский рубль (арм. ռուբլի, рубли) — независимая денежная единица Республики Армении и Армянской Советской Социалистической Республики в период с 1919 год по 1923 годы. Был введён в обращение взамен первого закавказского рубля, с которым первоначально обращался параллельно, заменён в обращении на второй закавказский рубль после вхождения Армении в ЗСФСР. Валюта не имела разменных единиц, выпускалась только в форме банкнот.

## История
5 февраля 1918 года начал выпуск денежных знаков Закавказский комиссариат — коалиционное правительство Закавказья. Выпускавшийся им боны Закавказского комиссариата (закбоны) распределялись на договорных началах между Арменией, Азербайджаном и Грузией и находились в обращении параллельно с ранее выпускавшимися денежными знаками. В мае 1918 года Грузия, а затем Азербайджан и Армения провозглашают независимость, и в сентябре того же года выпуск закбонов прекращается.
Армения приступила к выпуску собственных денежных знаков в августе 1918 года. В обращение были выпущены чеки на предъявителя Эриванского отделения Государственного банка («армчеки»). Закбоны при этом из обращения не изымались. Первые банкноты были выпущены Республикой Армении в номиналах 5, 10, 25, 50, 100, 250, 500, 1000, 5000 и 10000 рублей. Большинство банкнот не отличалось хорошим качеством, содержали текст в основном на русском языке.
Образованная в ноябре 1920 года Армянская Советская Социалистическая Республика продолжила выпуск армчеков.
Захватившее в феврале 1921 года Ереван и удерживавшее его до начала апреля правительство дашнаков выпустило в обращение заказанные ещё в 1919 году и доставленные в Армению в 1920 году так называемые «лондонские деньги». Банкноты трёх номиналов (50, 100 и 250 рублей) были отпечатаны в Великобритании компанией Waterlow and Sons, эти банкноты отличаются лучшим внешним видом, содержат большей частью армянский текст. Так как номиналы этих банкнот были уже слишком малы, постановлением об их выпуске было установлено, что 1 рубль этими банкнотами равен 100 рублям армчеками.
Вернувшееся к власти в начале апреля 1921 года советское правительство продолжило выпуск армчеков, выпуская чеки только самого крупного номинала — 10 000 рублей. В ноябре того же года были выпущены «денежные знаки ССР Армении» образца 1921 года в 5000 и 10 000 рублей, рубль этими денежными знаками приравнивался к 5 рублям армчеками.
К концу 1921 года денежное обращение Армении представляло собой очень пёструю картину. В обращении одновременно находились по разным курсам закбоны, армчеки, лондонские банкноты, денежные знаки ССР Армении, совзнаки РСФСР, дореволюционные банкноты и монеты, иностранная валюта. Армянские денежные знаки обесценивались быстрее, чем совзнак РСФСР (в ноябре 1921 года за совзнак давали 4 рубля армчеками), но вскоре усиление инфляции в РСФСР уменьшило разницу в курсах.
На основании декрета Совнаркома Армении от 31 декабря 1921 года была проведена денежная реформа. В период с 1 по 20 января 1922 года армчеки обменивались на денежные знаки нового образца («армсовзнаки») в соотношении: 15 рублей армчеками = 1 рубль армсовзнаками. Из выпущенных к этому времени 41 964 639 380 рублей армчеками к обмену было предъявлено всего лишь около 9 миллиардов рублей. Закбоны, лондонские деньги, а также не предъявленные к обмену армчеки аннулировались.
В 1922 году был начат выпуск новых банкнот образца 1922 года в 25 000, 100 000, 500 000, 1 миллион и 5 миллионов рублей, а также обязательств в 5 миллионов рублей. Банкноты содержали текст как на русском, так и на армянском языке. На оборотной стороне банкнот были напечатаны коммунистические лозунги на разных языках.
После образования в марте 1922 года Закавказской Социалистической Федеративной Советской Республики, в которую вошли Армения, Азербайджан и Грузия, начал обсуждаться вопрос об объединении их денежных систем. В декабре 1922 года выпуск армсовзнаков был прекращён. 10 января 1923 года была введена единая валюта ЗСФСР — закавказский рубль («закдензнак»). На территории Армении на закдензнаки обменивались деньги всех трёх закавказских республик, но по разному курсу. Армсовзнаки обменивались на закдензнаки в соотношении 150:1, грузинские «грузбоны» — 1:1, азербайджанские «азбоны» — 100:1. Срок обмена был установлен с 10 января по 10 марта 1923 года, но затем продлён до 10 апреля 1924 года.

## Банкноты
|          |           |            |            |             |             |               |
|          |           |            |            |             |             |               |
| 5 рублей | 50 рублей | 250 рублей | 500 рублей | 1000 рублей | 5000 рублей | 10 000 рублей |

|           |            |            |
|           |            |            |
| 50 рублей | 100 рублей | 250 рублей |